# Spinea
Spinea település Olaszországban, Veneto régióban, Velence megyében. Lakosainak száma 27 694 fő (2023. január 1.). Spinea Martellago, Mira, Mirano és Velence községekkel határos.

## Népesség
A település népességének változása:
| Lakosok száma | 27 843 | 27 909 | 27 694 |
|               | 2017   | 2018   | 2023   |